# Abolboda grandis
Abolboda grandis là một loài thực vật hạt kín trong họ Hoàng đầu. Loài này được Griseb. mô tả khoa học đầu tiên năm 1848.